# Гостомельський район
Гостомельський район — адміністративно-територіальна одиниця, утворена 7 березня 1923 року в складі Київської округи. Районний центр — село Гостомель. 2 вересня 1930 року район було ліквідовано шляхом включення половини сільських рад до складу території, підпорядкованої Київській міській раді. Решта сільських рад увійшли до складу Бородянського (Блиставицька, Буда-Бабинецька, Дуброво-Ленінська, Козинецька, Клавдієво-Тарасівська, Луб'янська, Микулицька, Мироцька, Озерська, Хмільнянська) та Димерського (Гутнянська, Лютізька, Старо-Петрівська) районів.

## Адміністративний поділ та населення
На 1925 рік площа району становила 478,2 тис. км². Населення становило 38 444 осіб. 
На 1926 рік населення становило 33 148 осіб, а з сільськими населеними пунктами, що обліковувалися за "міською" програмою (Буча, Ворзель, Горенська сільрада, Ірпінь, Клавдієве, Мостищенська сільрада (окрім Мостища)), - 40 327 осіб.
Район складався із 26 сільських рад, що включали до свого складу 94 населених пунктів - з них 27 сіл, 5 дачних поселень, 46 хуторів, решта - селища, слободи, залізничні будки, урочища, лісництва.
Сільські ради: Блиставицька (5 населених пунктів), Буда-Бабинецька (3 н.п.), Бучанська (2 н.п.), Валківська (2 н.п.), Вишгородська (2 н.п.), Ворзельська (3 н.п.), Гостомельська (11 н.п.), Горенська (3 н.п.), Гутнянська (2 н.п.), Дуброво-Ленінська (4 н.п.), Ірпенська (1 н.п.), Козінецька (7 н.п.), Клавдієво-Тарасівська (2 н.п.), Луб'янська (3 н.п.), Лютежська (2 н.п.), Микулицька (5 н.п.), Мироцька (4 н.п.), Михайлівська (5 н.п.), Мостищенська (4 н.п.), Мощунська (3 н.п.), Ново-Петрівськ (2 н.п.), Озерська (4 н.п.), Рубежівська (1 н.п.), Старо-Петрівська (1 н.п.), Хмільнянська (10 н.п.), Яблунська (3 н.п.). 